# 利特爾頓 (麻薩諸塞州)
利特爾頓（英語：Littleton）是一個位於美國麻薩諸塞州米德爾塞克斯縣的鎮。

## 人口
根據2020年美國人口普查的數據，利特爾頓的面積為45.50平方千米，當中陸地面積為43.10平方千米，而水域面積為2.40平方千米。當地共有人口10141人，而人口密度為每平方千米223人。